# Hendrick Avercamp
Hendrick Avercamp (Amsterdam, 27 gennaio 1585 – Kampen (Overijssel), 15 maggio 1634) è stato un pittore olandese, membro della comunità sorda e conosciuto come il muto di Kampen.

## Biografia
Studiò ad Amsterdam presso il pittore Pieter Hendrick (1569-1625). Fu uno dei primi pittori paesaggisti della scuola olandese del XVII secolo, si specializzò nei paesaggi invernali del suo paese. Le pitture di Avercamp sono piene di colori e vivaci, con un'attenta dislocazione dei personaggi sulla scena. Particolarmente celebre è il Paesaggio invernale con pattinatori, oggi al Rijksmuseum di Amsterdam, databile attorno al 1609, che risente dello stile di Pieter Brueghel il Vecchio, pur spogliandosi del senso etico e della grave riflessione sulla fragilità umana caratterizzanti il modello. Qui, in effetti, Avercamp sembra voler rappresentare semplicemente una scena popolare, con colori vivaci e dettagli eterogenei che tradiscono uno sguardo divertito.
Il lavoro di Avercamp ha goduto di una grande popolarità ed ha venduto molte delle sue opere, molte fatte in acquerello. Re Carlo III ha una collezione eccezionale di suoi dipinti al castello di Windsor in Inghilterra. Sempre in Gran Bretagna, si trovano due suoi paesaggi invernali nella National Gallery di Londra: Scena invernale con pattinatori vicino a un castello e Scena sul ghiaccio vicino a un villaggio.

## Galleria d'immagini

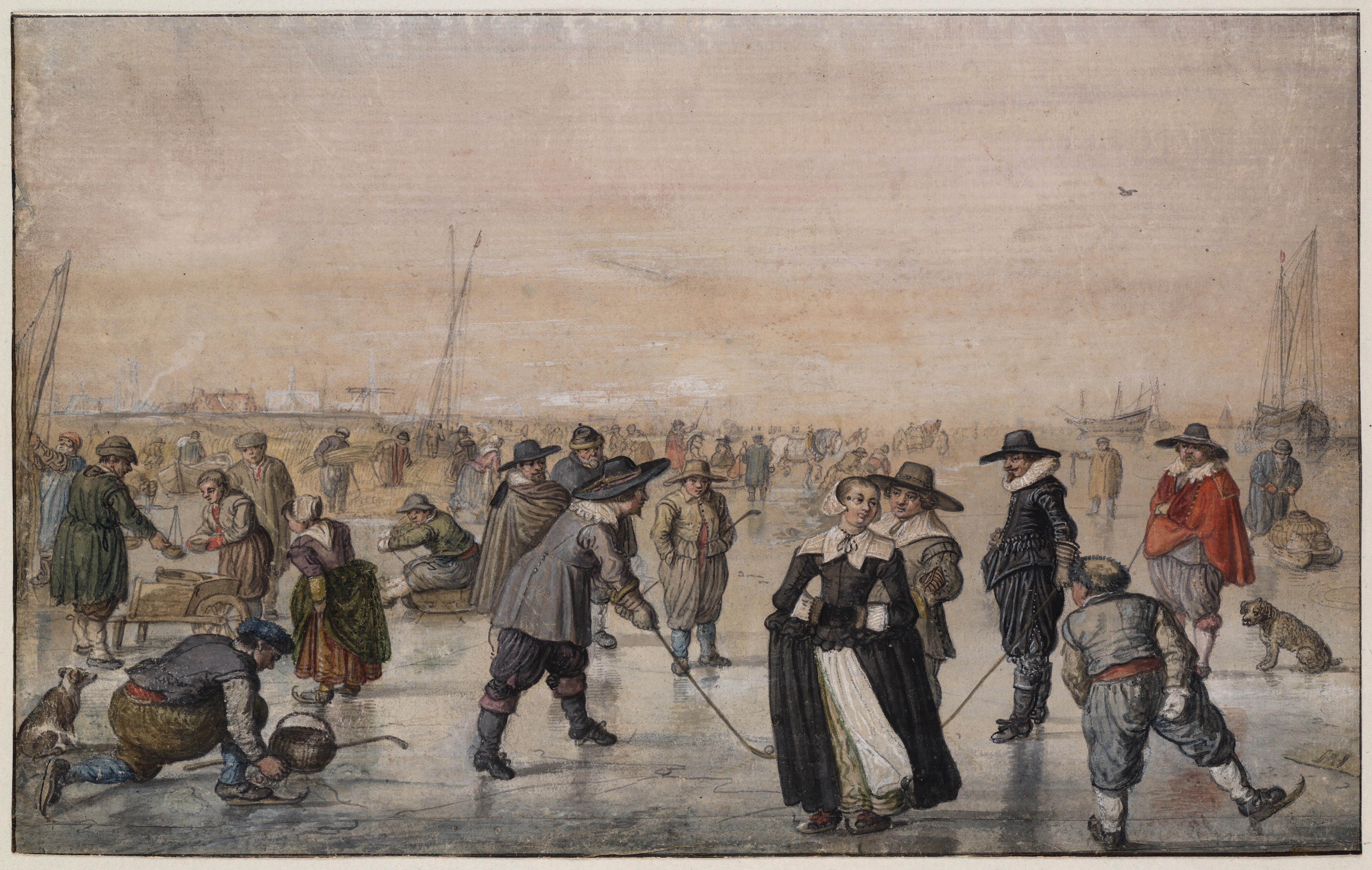
Una scena sul ghiaccio
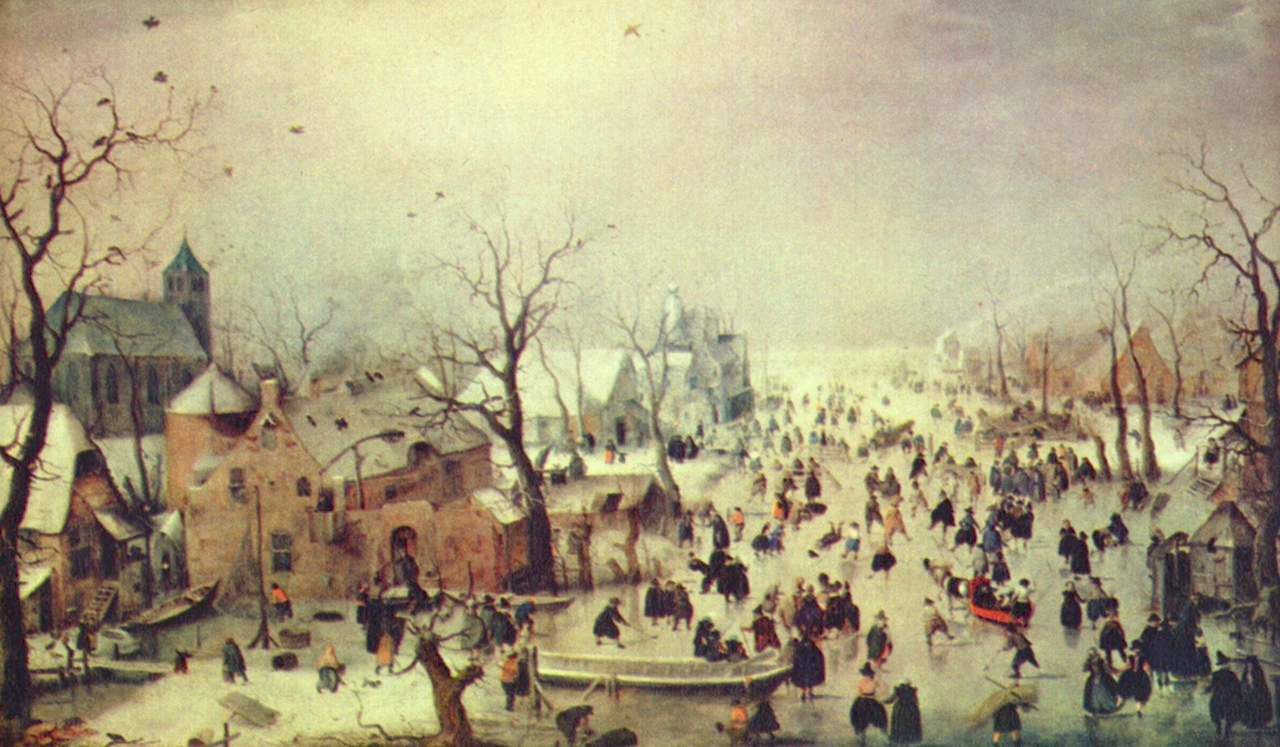
Paesaggio invernale con pattinatori, 1609 circa
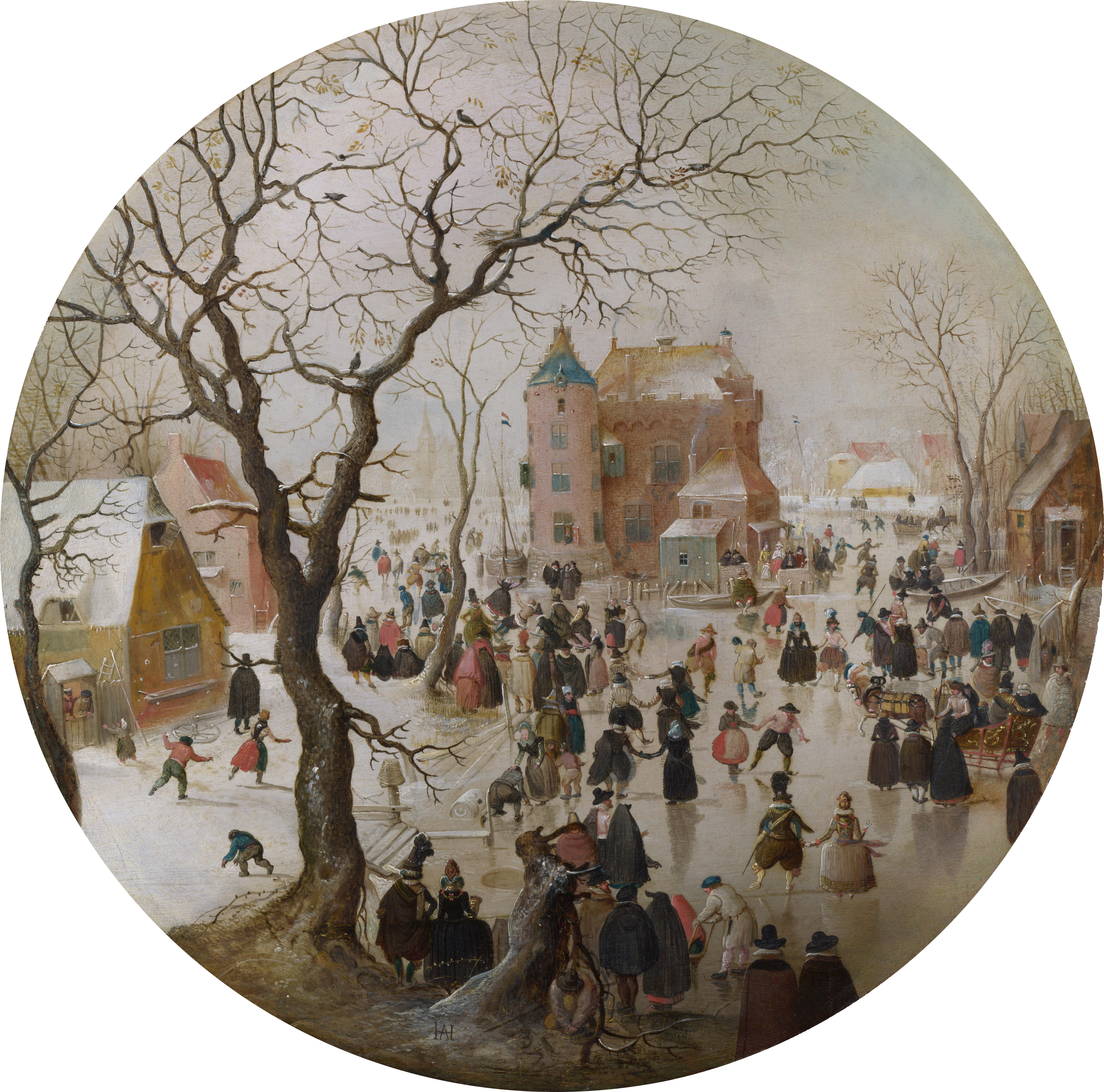
Scena invernale con pattinatori vicino a un castello, 1608-09 circa
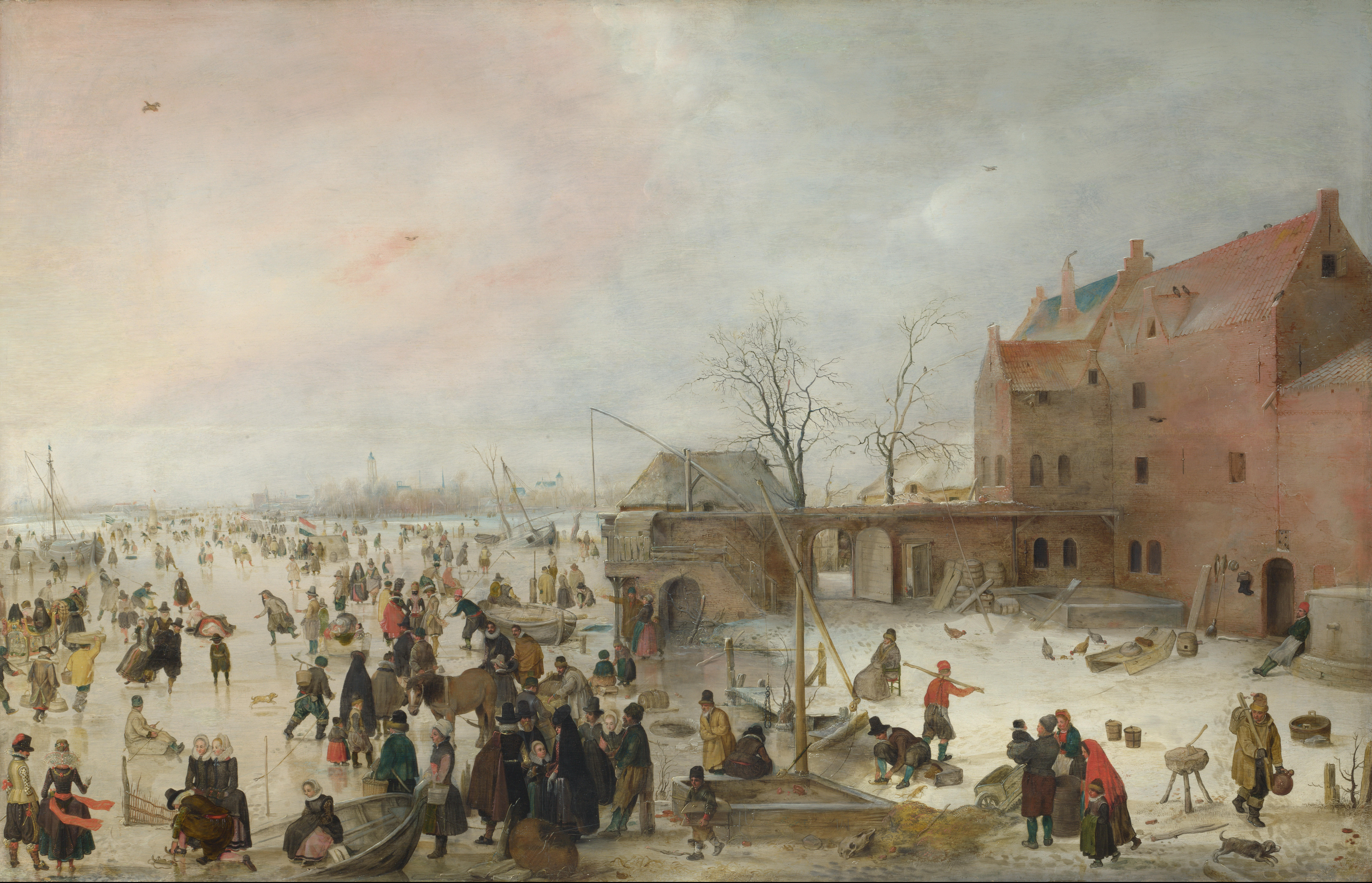
Scena sul ghiaccio vicino a un villaggio, 1615 circa